# Pírcing labial
El pírcing labial és un tipus de pírcing genital femení. Aquest pírcing es pot realitzar a través dels llavis menors o els llavis majors. Són un dels pírcings genitals més simples i més comuns que es realitzen a les dones, i sovint es fan en parelles simètriques.
Com la majoria dels pírcings genitals, depenent de la joieria i la col·locació, poden proporcionar una estimulació addicional durant les relacions sexuals.

## Història i cultura

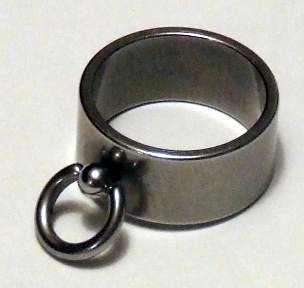
Anell d'O

Hi ha poca evidència directa de la pràctica pre-contemporània dels pírcings labials, excepte algunes anècdotes sobre l'ús d'aquests pírcings com a dispositius de castedat.
Com molts pírcings genitals, l'origen contemporani del pírcing labial resideix en la cultura BDSM, que va generar el ressorgiment de la perforació corporal en la societat contemporània. En la pràctica contemporània, aquests pírcings solen complir simplement un paper decoratiu, més que un de purament sexual.
Aquest pírcing té un paper destacat en la novel·la eròtica francesa Història d'O. L'heroïna, O, té un forat labial a través del qual té inserit un anell d'acer inoxidable.

## Comparació entre els pírcings als llavis menors i als llavis majors
Les perforacions dels llavis majors (llavis exteriors) cicatritzen més lentament que les perforacions dels llavis menors (llavis interiors), ja que sovint es veuen irritades pel contacte amb la roba i estan subjectes a un moviment constant. Depenent de l'anatomia de la dona, també tendeixen a ser més doloroses perquè hi ha més teixit per penetrar.
Les perforacions dels llavis menors són més senzilles de fer i menys doloroses que altres pírcings genitals, però depenen de la mida i la forma dels llavis menors de la dona i, per tant, no es pot perforar en dones que tenen un llavi menor relativament petit o molt reduït.
Sovint, es fa stretching (dilatació) a les perforacions dels llavis menors a causa de la seva alta elasticitat relativa del teixit, mentre que és menys propens a fer-ho als llavis majors.

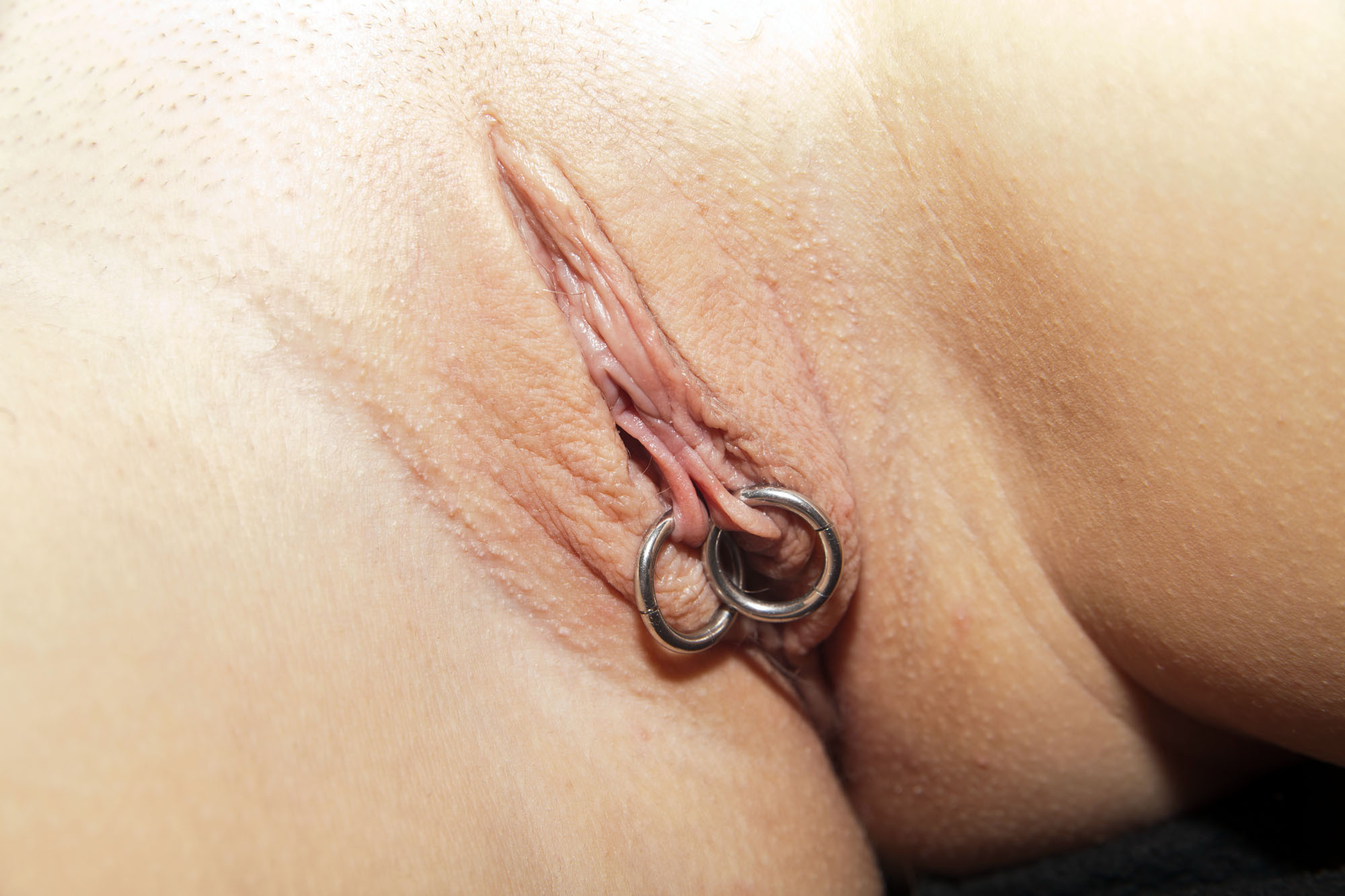
Pírcing a través dels llavis menors
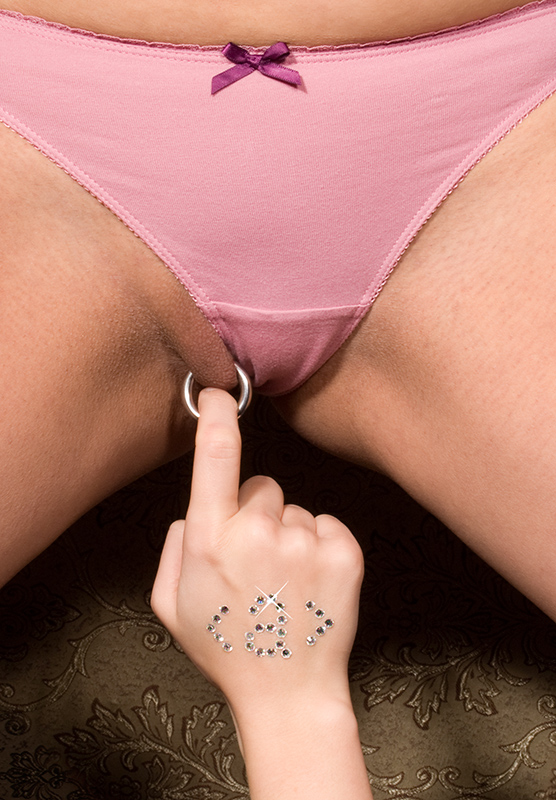
Pírcing a través dels llavis majors

## Joieria
Gairebé es pot trobar qualsevol tipus de joieria a les perforacions als llavis menors, encara que els anells són les joies més utilitzades, tant com joies inicials com a llarg termini. Ambdós tipus de pírcing labial es poden estirar (stretching) per acomodar joies més grans; utilitzar joieria gran en aquests pírcings pot produir una forma d'estimulació sexual permanent o temporal. Ambdós tipus de pírcing també es poden estirar per acomodar flesh tunnel o joies d'estil allargador.
La joieria usada en els pírcings labial pot tenir un propòsit fetitxe. Es poden usar anells o altres joies especialitzades per bloquejar l'accés a la vagina, com una forma d'infibulació no quirúrgica a curt o llarg termini; aquesta joieria es pot configurar perquè la vagina pugui ser tancada per pírcings labials oposats i actuar com un cinturó de castedat. També es poden usar altres dispositius de castedat que poden fer ús de la perforació, de vegades incorporant cadenats.